# Mathieu-François Pidansat de Mairobert

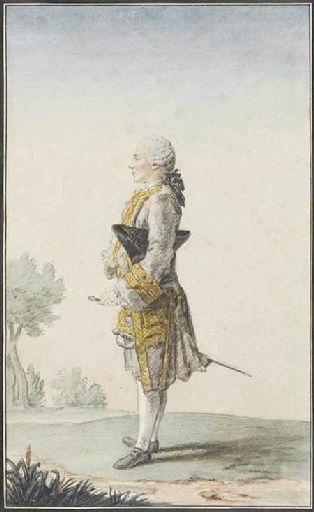
Carmontelle: Pidansat de Mairobert

Mathieu-François Pidansat de Mairobert (* 27. Februar 1727 in Chaource; † 3. März 1779 in Paris) war ein französischer Journalist und Pamphletist der Aufklärung. In seiner Zeit galt er als Polygraph, der Bücher und  Artikel für Zeitungen und Zeitschriften zu den unterschiedlichsten Themen verfasste.

## Leben
Pidansats Eltern sind unbekannt. Wie sein Bruder hatte er eine juristische Ausbildung bekommen, arbeitete aber nie als Anwalt. Schon in jungen Jahren tauchte er im Haushalt der Salonnière Marie Anne Doublet auf, die ihn protegierte und als deren Sohn er sich gelegentlich ausgab, wenn sie auch zum Datum seiner Geburt bereits 49 Jahre alt war. Von Jugend an war er mit der Atmosphäre der Pariser Salons und den Themen, die dort verhandelt wurden, vertraut.
Pidansat de Mairobert war zeitweise königlicher Zensor und trug den Ehrentitel Sécretaire du roi. Er war Sécretaire des Duc de Chartres, dem Vater von Philippe Égalité.

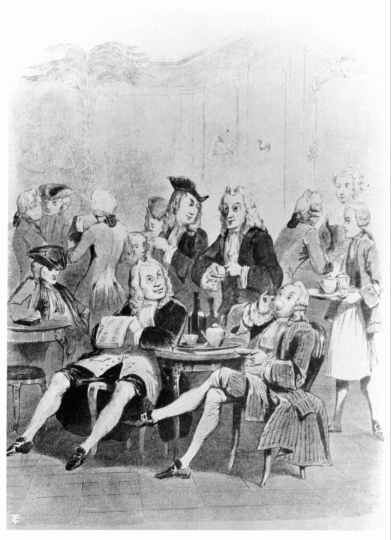
Gäste im Café Procope, 1743

In Paris war er Stammgast im Café Procope, wo sich die Intellektuellen und die Schachspieler der Stadt trafen.
Am 2. Juli 1749, auf einem Höhepunkt der Verfolgung der Jansenisten durch die Staatsmacht, wurde er wegen eines Spottgedichts verhaftet, in die Bastille eingeliefert, wo er ein Jahr verbrachte. Während des Siebenjährigen Kriegs war er im Marine-Departement als Marineschreiber angestellt. Die Ergebnisse seiner Arbeit wurden erst 1775 unter dem Titel „Principes sur la Marine, tirés des dépêches & ordres du Roi...“ als Manuskript herausgegeben. 
Er war mit Polemiken bei den Querelles des bouffons beteiligt und nahm gegen Grimm und die Enzyklopädisten mit seinem Pamphlet „Les Prophéties du grand prophète Monet“ Partei für Lully und die italienische Oper.
Pidansat de Mairobert korrespondierte mit dem französischen Kanzler René Nicolas de Maupeou. Er war befreundet mit dem Schriftsteller Restif de La Bretonne, dem Juristen und Literaten Moufle d’Angerville (1728–1795), mit dem Herzog von Caumont, Politiker und Mitbegründer der Académie française, und wahrscheinlich auch mit dem Dichter Baculard d’Arnaud.
Er setzte zusammen mit Mouffle d’Angerville und anderen Autoren die von Louis Petit de Bachaumont begonnenen Mémoires secrets pour servir à l’histoire de la République des Lettres fort, die zwischen 1774 und 1779 in 36 Bänden erschienen.
Am 3. März 1779 sollte er im Zug eines Rechtsstreits mit dem exzentrischen Marquis de Brunoy inhaftiert werden. Noch am gleichen Tag schnitt er sich in einem öffentlichen Bad die Pulsadern auf und erschoss sich dann mit einer Pistole. Auf Anordnung des Königs wurde er auf dem Friedhof von St. Eustache bestattet, nachdem sich der zuständige Geistliche zunächst geweigert hatte, die Beerdigung vorzunehmen. Pidansat de Mairobert war nicht verheiratet.

## Schriften (Auswahl)
Pidansat de Mairobert war ein außerordentlich produktiver Autor, der sich zu einer Vielzahl von Themen, in unterschiedlichen Medien, anonym oder unter seinem Namen geäußert hat.
- Principes sur la marine, tirés des dépêches et des ordres du roi données sous les ministères de MM Colbert, de Seignelay, de Pontchartrain père et fils, du Conseil de la Marine depuis 1715 jusqu’à 1723 et de M de Morville par M F Pidansat de Mairobert, S A S Monseigneur le duc de Chartres  [Paris] 1775.[4]

Eine Denkschrift, die nur in handgeschriebenen Fassungen existiert, die oft aufwändig in Leder und mit Goldprägung gebunden sind. Ausgewertet sind Akten und Denkschriften zwischen 1715 und 1723  von Jean-Baptiste Colbert, des  Marquis de Seignelac, des Marineministers Pontchartrain und des Marine-Staatssekretärs Charles-Jean-Baptiste Fleuriau de Morville. Im Anhang finden sich Darstellungen über den Zustand der Marine in Frankreich, Großbritannien, Spanien und Portugal sowie Anmerkungen über die Bewaffnung der Marine, den Handel und die Kolonien sowie die aktuellen Kriegshändel.
- L’Espion anglois, ou correspondance secrete entre Milord All’Eye et Milord All’Ear. 2. ed. 10 Bde. London: John Adamson, 1779–85.

Das Buch enthält den fingierten Briefwechsel zwischen einem angeblichen englischen Spion am französischen Hof und zwei Adressaten in England. Es ist eine Art Chronik der Ereignisse in Paris zwischen 1774 und 1778. Es steckt voller Klatsch und Anekdoten über die Akteure am Hof, über Mme DuBarry, Beaumarchais, Voltaire oder den Chevalier d’Éon, einen Transvestiten, dessen biologisches Geschlecht erst bei seinem Tod festgestellt wurde.
Das Buch ist nicht nur eine Quelle für die französische Geschichte der Zeit, sondern ebenfalls für die Amerikanische Geschichte in Bezug auf das französisch-amerikanische Bündnis. Es enthält z. B. ein Gespräch mit Benjamin Franklin, Berichte über Lafayettes Abreise nach Amerika oder über die Abreise des späteren Admirals d’Estaing nach Nordamerika.
Neuausgabe bei Adegi Graphics LLC, New York, 2011. ISBN 0-54387182-7
- Lettres originales de Madame la Comtesse Du Barry: Avec celles des Princes, Seigneurs, Ministres & autres, qui lui ont écrit, & qu’on a pu recueillir. On y a joint une grande quantité de notes amusantes & instructives, propres a donner les eclaircissemens les plus curieux sur les causes des principaux evenemens de la fin du Regne de Louis XV. London, Berlin Pauli, 1779.

Fingierte Briefe der Mme DuBarry, die erstmals in London 1779 gedruckt wurden, die mehrere Nachdrucke erfuhren und auch ins Deutsche übersetzte worden sind.
Original-Briefe der Frau Gräfin Du Barry. Hrsg. René Schickele. Berlin u. Leipzig, Hegner, 1905.
Die Briefe der Madamme Dubarry. Hrsg. von Viktor von Koczian. Berlin, Rowohlt, 1924.